# Miklós Radnai
Miklós Radnai (ur. 1 stycznia 1892 w Budapeszcie, zm. 4 listopada 1935 tamże) – węgierski kompozytor.

## Życiorys
W latach 1901–1906 kształcił się w Akademii Muzycznej w Budapeszcie u Hansa Koesslera i Victora von Herzfelda. Studia kontynuował u Felixa Mottla w Monachium. W latach 1912–1919 uczył w konserwatorium Fodora w Budapeszcie, następnie uczył harmonii i form muzycznych w Akademii Muzycznej. Od 1919 roku publikował na łamach czasopism „Szózat” i „Nemzeti Újság”. Od 1925 roku był dyrektorem muzycznych Opery Budapeszteńskiej.
Tworzył w stylu późnoromantycznym. Skomponował m.in. opery Arany (wyst. Budapeszt 1911) i Az egyszeri szerelmesek (wyst. Budapeszt 1926), pantomimę Az infánsnő születésnapja (wyst. Budapeszt 1918), Suite symphonique na orkiestrę (1912), Orkán vitéz na tenora i orkiestrę (1917), Magyarok szimfóniája na głosy, chór i orkiestrę (1923). 